# グレイアウト
グレイアウト (英:greyout)またはブラウンアウト (英:brownout)とは、主に航空機のパイロットに見られる症状で、座席に対して下方への大きなGがパイロットにかかった際、脳に血流が充分に行き渡らなくなり、視界が暗くなり色調を失うことを指す。同時に視野の狭窄も起こる。そのまま高いGにさらされ続けると完全に視野を喪失するブラックアウトが起こる。過大なGによる症状では他に、上向きのG（マイナスG)によって起こるレッドアウトがある。
グレイアウトは即時の失神等には繋がりにくいため、ブラックアウトほど危険性の高い状態ではないが、脳内血流の偏移はヒューマンエラーを起こしやすい状態を作り出すものであり、その意味では少なくともレッドアウトよりは危険である。
またこの症状は水平方向の加速時にも発生することがあるため、自動車による最大加速時でも起こりうる。
JHMCS IIにはグレイアウトやブラックアウトの検出・警告を行うモニタリング機能が搭載されている。